# Protomallocera hilairei
Protomallocera hilairei là một loài bọ cánh cứng trong họ Cerambycidae.